# Ginetta Sagan
Ginetta Sagan (* 1. Juni 1925 Mailand, Italien; † 25. August 2000, Atherton, Kalifornien, Vereinigte Staaten) war eine italienisch-amerikanische Menschenrechtsaktivistin, die durch ihr Engagement für Amnesty International für Gefangene aus Gewissensgründen (prisoners of conscience) bekannt geworden ist.

## Leben
Ginetta Moroni wurde in Mailand, Italien, geboren. Sie verlor ihre Eltern in ihren Teenager-Jahren durch die Schwarze Brigaden von Benito Mussolini. Wie ihre Eltern war sie aktiv in der Resistenza, der italienischen Widerstandsbewegung. Sie sammelte Informationen und versorgte untergetauchte Juden. Sie wurde 1945 gefangen genommen und gefoltert, konnte aber am Vorabend ihrer Hinrichtung mit Hilfe von Nazi-Überläufern entkommen.
Nach einem Studium in Paris besuchte sie eine Graduate School in Kinderentwicklung (child development) in den Vereinigten Staaten und heiratete dort Leonard Sagan, einen Arzt. Das Paar zog dann nach Atherton, Kalifornien, wo Sagan die erste Ortsgruppe von Amnesty International in den westlichen USA gründete. Sie unternahm später Vortragsreisen in der Region und half bei der Gründung von mehr als 75 Ortsgruppen, außerdem organisierte sie Events, um Gelder zur Unterstützung von politischen Gefangenen einzuwerben.
1984 wurde Sagan zur Ehrenvorsitzenden von Amnesty International USA gewählt. Der Präsident Bill Clinton verlieh ihr 1996 die Presidential Medal of Freedom und Italien zeichnete sie mit dem Verdienstorden der Italienischen Republik (Grand Ufficiale Ordine al Merito della Repubblica Italiana) aus. Amnesty International begründete einen jährlich vergebenen Preis zu ihren Ehren: den Ginetta Sagan Award.

### Kindheit und Zweiter Weltkrieg
Ginetta Sagan wurde in Mailand geboren, Ihr Vater war katholisch und ihre Mutter Jüdin. Beide Eltern waren Doktoren. Angesichts des zunehmenden Antisemitismus in Europa organisierten ihre Eltern falsche Papiere, worin sie als Christin ausgewiesen war, um ihre jüdischen Wurzeln zu verbergen.
Als der Zweite Weltkrieg begann, wurden beide Eltern aktiv in der italienischen Resistenza in Opposition gegenüber den herrschenden Faschisten. Sie wurden 1943 von Mussolini Schwarze Brigaden gefangen genommen. Ihr Vater wurde in einem fingierten „Fluchtversuch“ erschossen und ihre Mutter wurde nach Auschwitz versandt, wo sie ebenfalls ermordet wurde.
Zu der Zeit war Ginetta siebzehn Jahre alt und bereits ebenfalls in der Widerstandsbewegung aktiv. Sie verteilte Lebensmittelmarken und Kleidung an untergetauchte Juden. Nach dem Verschwinden ihrer Eltern wurde sie Kurierin für Widerstandskräfte in Norditalien und half beim Drucken und Verteilen regierungsfeindlicher Broschüren. Einmal verkleidete sie sich als Putzfrau, um Briefköpfe aus Regierungsbüros zu stehlen, um damit Briefe für die sichere Einreise in die Schweiz zu fälschen. Aufgrund ihrer Energie und ihrer geringen Größe (sie wurde nie größer als 1,50 m) erhielt sie den Spitznamen „Topolino“ („Kleine Maus“).
Ende Februar 1945 wurde Sagan von einem Spitzel verraten und wie ihre Eltern von den Schwarzen Brigaden verhaftet. Während ihrer 45-tägigen Haft wurde sie geschlagen, vergewaltigt und gefoltert. Und für den 23. April war ihre Hinrichtung geplant. Irgendwann warf ihr ein Gefängniswärter einen Laib Brot zu, in dem sich eine Streichholzschachtel befand, auf der das Wort „Coraggio“ („Mut“) stand, ein Erlebnis, welches einen Großteil ihrer späteren Arbeit für die Gefangenen motivieren sollte. Am Tag ihrer geplanten Hinrichtung wurde sie in einer Villa in Sondrio von Wachen geschlagen, als zwei deutsche Offiziere ihre italienischen Entführer zwangen, sie in ihre Obhut zu geben. Später erinnerte sie sich daran, wie sie die Sterne aus dem Fenster ihres Autos beobachtete und dachte: „Ich werde nie wieder die Morgendämmerung erleben.“ Die Deutschen entpuppten sich jedoch als Nazi-Überläufer, die mit ihren Widerstandskameraden kollaborierten, und brachten Sagan sicher in ein katholisches Krankenhaus. Sagan feierte für den Rest ihres Lebens jährlich den 23. April.

## Nachkriegszeit
Nachdem sich Sagan erholt hatte, lebte sie eine Zeit lang mit ihrem Paten in Paris und besuchte die Sorbonne. 1951 wanderte sie in die USA aus, um an der University of Illinois in Chicago mit dem Schwerpunkt Kindesentwicklung zu studieren. Dort lernte sie Leonard Sagan kennen, damals ein junger Medizinstudent. Das Paar heiratete im folgenden Jahr und blieb bis zu Leonards Tod im Jahr 1997 zusammen. Nach ihrer Heirat zogen die beiden für Leonards Arbeit nach Washington, D.C. Sagan unterrichtete nebenberuflich. Sie bot Kochkurse für die Ehefrauen von US-Kongressabgeordneten an.
Das Paar lebte später in Boston und in Japan, bevor es sich 1968 in Atherton, Kalifornien, niederließ. Sagan lebte dort bis zu ihrem Tod an Krebs am 25. August 2000. Ginetta hinterlässt ihre drei Söhne Duncan, Loring und Stuart.

## Engagement für Amnesty International
Obwohl Amnesty International (AI) im Vereinigten Königreich einen wachsenden Ruf genoss, war die Organisation zu diesem Zeitpunkt in den USA noch weitgehend unbekannt. Bis 1968 wurden nur achtzehn Ortsgruppen von AI USA gegründet, alle im Osten der USA, mit insgesamt weniger als tausend Mitgliedern. Sagan war an der Gründung der Ortsgruppe in Washington, D.C. beteiligt gewesen, und als sie in Atherton ankam, gründete sie das 19. Chapter der USA und hielt seine Treffen in ihrem Wohnzimmer ab. Die Gruppe entwickelte sich später zum ersten Regionalbüro von AI USA an der Westküste.
1971 organisierte Sagan ein Konzert mit der Sängerin Joan Baez, ihrer Nachbarin in Atherton, um Geld für griechische politische Gefangene zu sammeln; das Konzert zog mehr als 10.000 Menschen an. In ihren Memoiren beschreibt Baez Sagan. Sie schreibt über sie, dass sie „die Gaben eines aktiven Geistes, eine Liebe zum Leben und zur Schönheit, einen unzerstörbaren Geist und einen Glauben an die Menschen besaß, der dem von Anne Frank sehr ähnlich war“. In den folgenden drei Jahren reiste Sagan durch den amerikanischen Westen und gründete 75 weitere KI-Chapter. Bis 1978 war die Mitgliederzahl von AI USA auf 70.000 angewachsen, mehr als das Hundertfache der Zahl ein Jahrzehnt zuvor. Ein AI-Sprecher schrieb später Sagan zu, dass sie mehr als jeder andere zur Gründung von Amnesty International in den USA beigetragen habe, und fügte hinzu: „Ich denke, sie hat wahrscheinlich mehr Menschen organisiert als jeder andere in der Menschenrechtsbewegung weltweit“ („I think she has probably organized more people than anyone else in the human rights movement globally“). Sie gründete 1973 auch den ersten Newsletter der Organisation, „Matchbox“.
Sagan wurde in den 1970er Jahren in den rechten Kreisen und später auch in linken Kreisen zu einer kontroversen Figur, als sie und Baez ihren Fokus von Protesten gegen Missbräuche durch amerikanische Streitkräfte im Vietnamkrieg nach dem Krieg auf Proteste gegen Missbräuche in nordvietnamesischen Umerziehungslagern verlagerten. Eine Kollegin erinnert sich, dass andere Antikriegsaktivisten „wütend“ („furious“) waren, dass Sagan das neue vietnamesische kommunistische Regime in den gleichen Worten kritisieren würde, mit denen sie die US-Streitkräfte kritisiert hatte, und Sagan erinnerte sich später an Anschuldigungen, sie sei eine Faschistin oder verdeckte CIA-Agentin. Im Laufe des nächsten Jahrzehnts setzte sie sich auch für Gefangene in Chile, der UdSSR, Polen und Griechenland ein. Von 1983 bis 1987 war sie Mitglied des AI USA National Board of Directors. 1994 wurde sie zur Ehrenvorsitzenden gewählt.
Zusätzlich zu ihrer Arbeit für Amnesty International gründete Sagan die Aurora Foundation, die Vorfälle von Menschenrechtsverletzungen untersucht und veröffentlicht.

## Ehrungen
1987 wurde Sagan der Jefferson Award for Public Service verliehen in der Kategorie „Größter öffentlicher Dienst zugunsten Benachteiligter“ („Greatest Public Service Benefiting the Disadvantaged“).
1996 verlieh US-Präsident Bill Clinton Sagan die Presidential Medal of Freedom, die höchste zivile Auszeichnung der USA. In der Begründung erklärte er: „Ginetta Sagans Name ist ein Synonym für den Kampf für Menschenrechte auf der ganzen Welt. Sie repräsentiert für alle den Triumph des menschlichen Geistes über die Tyrannei.“ Im selben Jahr wurde ihr der Grand Ufficiale Ordine al Merito della Repubblica Italiana, Italiens höchste Auszeichnung, verliehen.

## Ginetta Sagan Fund
Amnesty International gründete 1994 zu Sagans Ehren den Ginetta Sagan Fund. Der Fonds vergibt jährlich eine Auszeichnung in Höhe von 20.000 US-Dollar an eine oder mehrere Frauen, „die sich für den Schutz der Freiheit und des Lebens von Frauen und Kindern in Gebieten einsetzen, in denen Menschenrechtsverletzungen weit verbreitet sind“ („who are working to protect the liberty and lives of women and children in areas where human rights violations are widespread“).
Preisträger waren:
- 2023:
- 2022: Suha Tutunji, Libanon; Bai Bibyaon Ligkayan Bigkay, Philippinen
- 2021: Norma Andrade, Mexiko; Naw K’nyaw Paw, Myanmar/Thailand; Riya Williams Yuyada, Südsudan
- 2020
- 2019: Victoria Nyanjura, Uganda; Malika Abubakarova, Russland
- 2018: Dorothy Njemanze, Nigeria
- 2017: Charon Asetoyer, Comanche Nation
- 2016: Julienne Lusenge, Demokratische Republik Kongo
- 2015: Amal Khalifa Habbani, Sudan
- 2014: Magda Alli und Suzan Fayad, Ägypten[12]
- 2012: Jenni Williams, Simbabwe
- 2010: Rebecca Masika Katsuva, Demokratische Republik Kongo
- 2009: Yolanda Becerra Vega, Kolumbien
- 2008: Betty Makoni, Simbabwe
- 2007: Lydia Cacho Ribeiro, Mexiko
- 2006: Ljiljana Raičević, Serbien und Montenegro
- 2005: Hawa Aden Mohamed, Somalia
- 2004: Nebahat Akkoc, Türkei
- 2003: Sonia Pierre, Dominikanische Republik
- 2002: Jeannine Mukanirwa, Demokratische Republik Kongo
- 2000: Helen Akongo, Uganda; Giulia Tamayo Leon, Peru; Hina Jilani, Pakistan
- 1999: Sima Wali, Afghanistan
- 1999: Adriana Portillo-Bartow, El Salvador
- 1998: Beatrice Mukansinga, Ruanda
- 1997: Mangala Sharma, Bhutan